# Time Bokan - Le macchine del tempo
Time Bokan - Le macchine del tempo (タイムボカン王道復古?, Taimu Bokan Ōdō fukko) è un OAV che unisce in forma di crossover le seguenti serie Time Bokan: La macchina del tempo, Yattaman, Zenderman, I predatori del tempo, Calendar Men, Ippatsuman e Itadakiman. Creata dalla Tatsunoko nel 1993, il primo OAV ha avuto così successo che ne è stato creato un secondo nel 1994 inserendovi personaggi presi da altre serie della Tatsunoko come Gatchaman, Tekkaman, Polymar e Kyashan. L'edizione italiana è stata curata da Nicola Bartolini Carrassi, direttore del doppiaggio dialoghista e supervisore negli anni '90 dei prodotti Yamato Video, e Mediaset. Lo speciale è andato in onda sul canale satellitare Man-ga il 31 dicembre 2010.

## Trama
Nel primo episodio si disputa una gara di corsa tra i vari team cattivi delle Time Bokan in stile Wacky Races: colui che taglierà il traguardo per primo avrà diritto ad essere presente nel prossimo episodio. Il trio dei cattivi di Itadakiman è il primo ad andare fuori gara scivolando su una buccia di banana che manda il loro mezzo fuori strada. Il gruppo dei Predatori del Tempo si autoelimina quando, per loro sfortuna, un gruppo di asteroidi devia la direzione del raggio che partiva dalla loro astronave (che doveva colpire gli avversari) colpendo loro. Il Gruppo dei Calendar Men poco dopo si scontra con quello di Ippatsuman mandando contro gli avversari i robot "presi a prestito" dagli eroi buoni delle loro serie. Lo scontro fra robot finisce in parità e, quando Lunedì (Mirenjo) e Mun Mun li insultano, si rivoltano contro di loro distruggendoli. Restano così solo in tre ed il gruppo delle Time Bokan (la prima serie) blocca gli altri due con l'intenzione di sparargli un missile. Il gruppo della serie Zenderman però si libera lasciando solo in trappola il povero trio Drombo che viene salvato all'ultimo momento da Boyakki (che aveva rifiutato all'inizio di partecipare) deviando il missile contro Margot (Marjo) ed i suoi compari (che avevano perso tempo a decidere chi doveva premere il pulsante). Sfortunatamente però è lo stesso Boyakki a causare la distruzione del loro mezzo, ma il trio Drombo non s'arrende ricorrendo alla loro inseparabile bicicletta triposto con cui riescono a vincere la gara sfruttando il fatto che il mezzo del gruppo di Majo si era fermato perché era finita l'energia (e la donna per la rabbia spinge il pulsante dell'autodistruzione). Il Trio Drombo riceve così i complimenti da Dokrobei per la vittoria anche se non si esime dal solito supplizio (a suo dire per allenarli in vista dell'episodio successivo).
Nel secondo episodio assistiamo ad un episodio speciale di Yattaman. Dopo la solita truffa con cui si procurano molti soldi, il trio Drombo riceve da Dokrobei la missione di rubare il cavalluccio marino simbolo della Tatsunoko. I tre trovano un passaggio che li conduce nel mondo della Tatsunoko dove vivono i personaggi creati dall'omonima casa. Trovato il cavalluccio in cima alla torre la attaccano dal robot venendo però a loro volta attaccati da eroi come Kyashan il ragazzo androide, Hurricane Polymar, Tekkaman e i Gatchaman. Grazie però ad un trucco, Boyakki riesce a far andare via la maggioranza di loro lasciando solo Polymar, Ken e Pretty Jane che finiscono per litigare tra loro lasciando una vittoria facile al Trio Drombo. A questo punto però intervengono gli Yattaman, con Ganchan e Janet che si sono da poco sposati ed ancora un po' su di giri per questo. Insieme a Yattacan come al solito tutto finisce con la sconfitta del Trio Drombo con Miss Dronio, Boyakki e Tonzura che alla fine si danno addio (di nuovo, come alla fine della serie); non prima però di subire la punizione di Dokrobei.

## Doppiaggio
| Personaggi                 | Voce Italiana             |
| -------------------------- | ------------------------- |
| Lunedì                     | Dania Cericola            |
| Settembre                  | Roger Mantovani           |
| Miss Dronjo                | Maddalena Vadacca         |
| Tonzula                    | Claudio Ridolfo           |
| Janet                      | Elisabetta Spinelli       |
| Boyakki                    | Mario Scarabelli          |
| Docrobei                   | Orlando Mezzabotta        |
| Ganchan, Donjuro, Dasainen | Nicola Bartolini Carrassi |
| Gekigaski                  | Simone D'Andrea           |
| Conte Don Giovanni         | Patrizio Prata            |
| Sekovich                   | Alberto Olivero           |
| Yattacan                   | Luca Bottale              |
| Robbie Robbie              | Patrizia Scianca          |
| Birba                      | Tony Fuochi               |
| Sgrinfia                   | Luca Bottale              |
| Madame Margot              | Stefania Patruno          |
| Ken L'Aquila               | Claudio Ridolfo           |
| Polymar                    | Simone D'Andrea           |
| Kyashan                    | Diego Sabre               |
| Tekkaman                   | Patrizio Prata            |
| Mun Mun                    | Patrizia Scianca          |
| Kosuinen                   | Luca Bottale              |
| Gyakuten-Oh                | Alberto Olivero           |

## Episodi
| Nº | Titolo italiano Giapponese 「Kanji」 - Rōmaji | In onda          | In onda          |
| Nº | Titolo italiano Giapponese 「Kanji」 - Rōmaji | Giapponese       | Italiano         |
| 1  | Una Corsa Scassadivermacroipocatarifragorosarmante 「チキチキ・ウゴウゴ・ホゲホゲマシーン猛レース」 - ChikiChiki・UgoUgo・HogeHoge Mashiin Takeshi Reisu | 26 novembre 1993 | 31 dicembre 2010 |
| 2  | Avventura nel regno di Tatsunokkon! 「ヤッターマン タツノッコン王国で同窓会だコロン」 - Yattaman Tatsunokon Ōkoku de Dōsōkaida Koron                     | 1º gennaio 1994  | 31 dicembre 2010 |

## Errori nella traduzione per il doppiaggio italiano
- Nel doppiaggio del primo episodio, i nomi dei due sgherri di Madame Margot sono invertiti. Nel doppiaggio de La macchina del tempo, Sgrinfia era lo smilzo e Birba il ciccione, ma qua è il contrario.
- I personaggi dell'annunciatore Tomiyama, il reporter Sasayaki e il cameraman Koyama mantengono i loro nomi Giapponesi, quanto in Calendar Men erano chiamati Mike Buonasera, Nando Martellotti e Elephant Cameraman.
- Il robot della serie Calendar Men qua viene chiamato Grande Divinità invece di Kingstar. Tale nome è una traduzione incompleta dell'originale Daikyojin, traducibile in "Grande Divinità delle Ferie dal Lavoro".
- Quando Settembre spiega come ha ottenuto chiave e lucchetto per evocare la Grande Divinità/Kingstar, si riferisce all'eroe della loro serie di origine come Calendarman invece che Yattodetaman,
- La formula di invocazione della Grande Divinità è tradotta letteralmente dall'originale invece di mantenere la versione usata nella serie originale.